# Viva Piñata: Trouble in Paradise
Viva Piñata: Trouble in Paradise è un videogioco di simulazione del 2008, sviluppato da Rare e pubblicato da Microsoft Game Studios per Xbox 360. Si tratta del secondo capitolo della serie Viva Piñata, iniziata nel 2006 con l'omonimo videogioco.

## Trama
Il professor Pester, ha ancora intenzione di dominare Piñata Island e si infiltra tra gli archivi di Piñata Central. Tuttavia, uno dei suoi allievi cancella erroneamente tutti i file costringendo il giocatore a ripristinarli salvando Piñata Island dal malvagio professore.

## Modalità di gioco
Nel giardino, il giocatore può curare le piante e le piñata, facendole addirittura riprodurre. Da questo giardino, inoltre, si può raggiungere il "pinartico" e il "deserto dolce", dove catturare le varie piñata esotiche. Il giardino va inoltre difeso dalle piñate amare, dalle erbacce e dalle canaglie capitanate dal professor Pester.

## Personaggi
- Lottie: Lottie è ovviamente tornata con il suo "Emporio Costolot". Adora alla pazzia le monete di cioccolato ed è molto avara.
- Costruttore Willy Builder: Willy costruisce case o altri edifici da giardino. È il marito di Lottie. È disponibile dal livello 6.
- Seedos: Seedos è uno dei fratelli di Leafos e ama i semi. Spesso regala i semi ai giardinieri. Nel caso venisse colpito con la vanga, lascerà cadere i semi ma in seguito, si vendicherà spargendo anche i semi cattivi che in futuro faranno nascere erbacce.
- Arfour Stout: Possiede una locanda dove il giocatore può trovare e assumere alcuni aiutanti per curare al meglio il giardino come per esempio l'annaffiatrice, il minatore oppure i custodi (1 di giorno e 1 per la notte).
- Gretchen: Cattura le piñata in cambio di denaro. A seconda del tempo impiegato e della pinata da catturare, bisogna pagare più o meno monete di cioccolato, comunque bisogna avere prima avuto la piñata stanziale.
- Bart: Ha la capacità di trasformare con la magia alcuni oggetti come i cibi utili per i requisiti particolari di certe piñata.

## Luoghi
Oltre al giardino centrale, il giocatore può spostarsi nel Deserto Dolce o nel Piñartico dove piazzare delle esche sopra una trappola per catturare le varie Piñata, per poi portarle nel giardino dove stanzializzarle.

## Differenze con il primo gioco
Oltre alle novità (pinata, personaggi, oggetti per il giardino e luoghi), cambiano il costo degli oggetti, i requisiti delle Piñata (ovvero per apparire, stanzializzarsi o innamorarsi) e le piñata si possono trasformare o cambiare colore (come le Flutterscotch), inoltre alcune piñata sono bloccate (da canaglie, piante o blocchi di ghiaccio).

## Piñata
Ritornano tutte le vecchie Piñata del gioco precedente, con l'aggiunta di 30 nuove Piñata con ambientazioni particolari.
Ogni piñata vuole un diverso tipo di terriccio; qui aggiungono il sacchetto di neve e quello di sabbia

## Cameo
Il gioco contiene molti cameo ad altri giochi Rare, in particolare alla serie di Banjo-Kazooie.
- Il Frizzlybear può indossare uno zaino come quello dell'orso Banjo.
- Il Frizzlybear attacca con dei Jiggy, oggetti di Banjo-Kazooie.
- Una statua del giardino ritrae Banjo e Kazooie con un Jiggy. L'enciclopedia del gioco dice che tiene lontane le streghe (riferimento a Gruntilda).
- La danza d'amore della Jameleon è un mix tra quattro musiche di due serie di videogiochi (una musica è Mayahem Temple) Rare.